# فارو: إلهة الماء (فلم)
فارو: إلهة الماء (بالإنجليزية: Faro، Goddess of the Waters) هو فيلم درامي صدر عام 2007.

## القصّة
يُطرد زانغا وهو طفلٌ مولودٌ خارج إطار الزواج من قريته. يعودُ بعد سنوات عديدة ليكتشف من هو الأب. حدث شيءٌ في لحظة وصوله يُفسّره القرويون على أنه رد فعلٍ من فارو الغاضبة على مجيء هذا الوغد.

## الجوائز
عُرض الفيلم في مهرحان نامور عام 2007.

## رابط خارجية
- فارو: إلهة الماء  في قاعدة بيانات الأفلام على الإنترنت (بالإنجليزية)